# Verónica Riveros
Hilda Verónica Riveros Izquierdo (Asunción, Paraguay; 23 de abril de 1987) es una futbolista paraguaya. Juega de defensa y su equipo actual es el Avaí Futebol Clube del Campeonato Brasileño. Es internacional absoluta por la selección de Paraguay desde 2006.

## Trayectoria
Riveros comenzó su carrera en el Club Libertad de su país y el Universidad Autónoma de Asunción. En la Autónoma ganó tres títulos del Campeonato Paraguayo de Fútbol Femenino, además de disputar la Copa Libertadores Femenina 2009 donde lograron el segundo lugar.
Desde 2013 juega en Brasil, donde vistió las camisetas del Foz Cataratas, Avaí, Napoli y São José.
En enero de 2023 comenzó su segunda etapa en Avaí.

## Selección nacional
Disputó el Campeonato Sudamericano Femenino Sub-20 de 2006.
A nivel adulto, fue citada a las Copa América Femenina de 2006, 2010, 2014, 2018 y 2022.

## Clubes
| Club                             | País     | Año       |
| -------------------------------- | -------- | --------- |
| Libertad                         | Paraguay | 2002-2009 |
| Universidad Autónoma de Asunción | Paraguay | 2009-2012 |
| Foz Cataratas                    | Brasil   | 2013-2019 |
| Avaí                             | Brasil   | 2020      |
| Napoli                           | Brasil   | 2020-2021 |
| São José                         | Brasil   | 2021-2022 |
| Avaí                             | Brasil   | 2023-2024 |

## Palmarés

### Títulos nacionales
| Título               | Club                             | País     | Año  |
| -------------------- | -------------------------------- | -------- | ---- |
| Campeonato Paraguayo | Universidad Autónoma de Asunción | Paraguay | 2009 |
| Campeonato Paraguayo | Universidad Autónoma de Asunción | Paraguay | 2010 |
| Campeonato Paraguayo | Universidad Autónoma de Asunción | Paraguay | 2011 |